# Capdepera
Capdepera è un comune spagnolo di 11 911 abitanti situato nella comunità autonoma delle Baleari, sull'isola di Maiorca. 
Al comune è stato dedicato l'asteroide 14097 Capdepera.